# Рорвиллер
Рорвиллер (фр. Rohrwiller) — коммуна на северо-востоке Франции в регионе Гранд-Эст (бывший Эльзас — Шампань — Арденны — Лотарингия), департамент Нижний Рейн, округ Агно-Висамбур, кантон Бишвиллер. До марта 2015 года коммуна в составе кантона Бишвиллер административно входила в округ Агно.
Площадь коммуны — 2,95 км², население — 1591 человек (2006) с тенденцией к росту: 1708 человек (2013), плотность населения — 579,0 чел/км².

## Население
Население коммуны в 2011 году составляло 1681 человек, в 2012 году — 1686 человек, а в 2013-м — 1708 человек.
| 1962 | 1968 | 1975 | 1982 | 1990 | 1999 | 2006 | 2008 | 2011 | 2012 | 2013 |
| ---- | ---- | ---- | ---- | ---- | ---- | ---- | ---- | ---- | ---- | ---- |
| 1040 | 1092 | 1140 | 1287 | 1441 | 1448 | 1591 | 1608 | 1681 | 1686 | 1708 |

Динамика населения:

## Экономика
В 2010 году из 1151 человек трудоспособного возраста (от 15 до 64 лет) 907 были экономически активными, 244 — неактивными (показатель активности 78,8 %, в 1999 году — 73,8 %). Из 907 активных трудоспособных жителей работали 826 человек (448 мужчин и 378 женщин), 81 числились безработными (37 мужчин и 44 женщины). Среди 244 трудоспособных неактивных граждан 63 были учениками либо студентами, 107 — пенсионерами, а ещё 74 — были неактивны в силу других причин.

## Достопримечательности (фотогалерея)

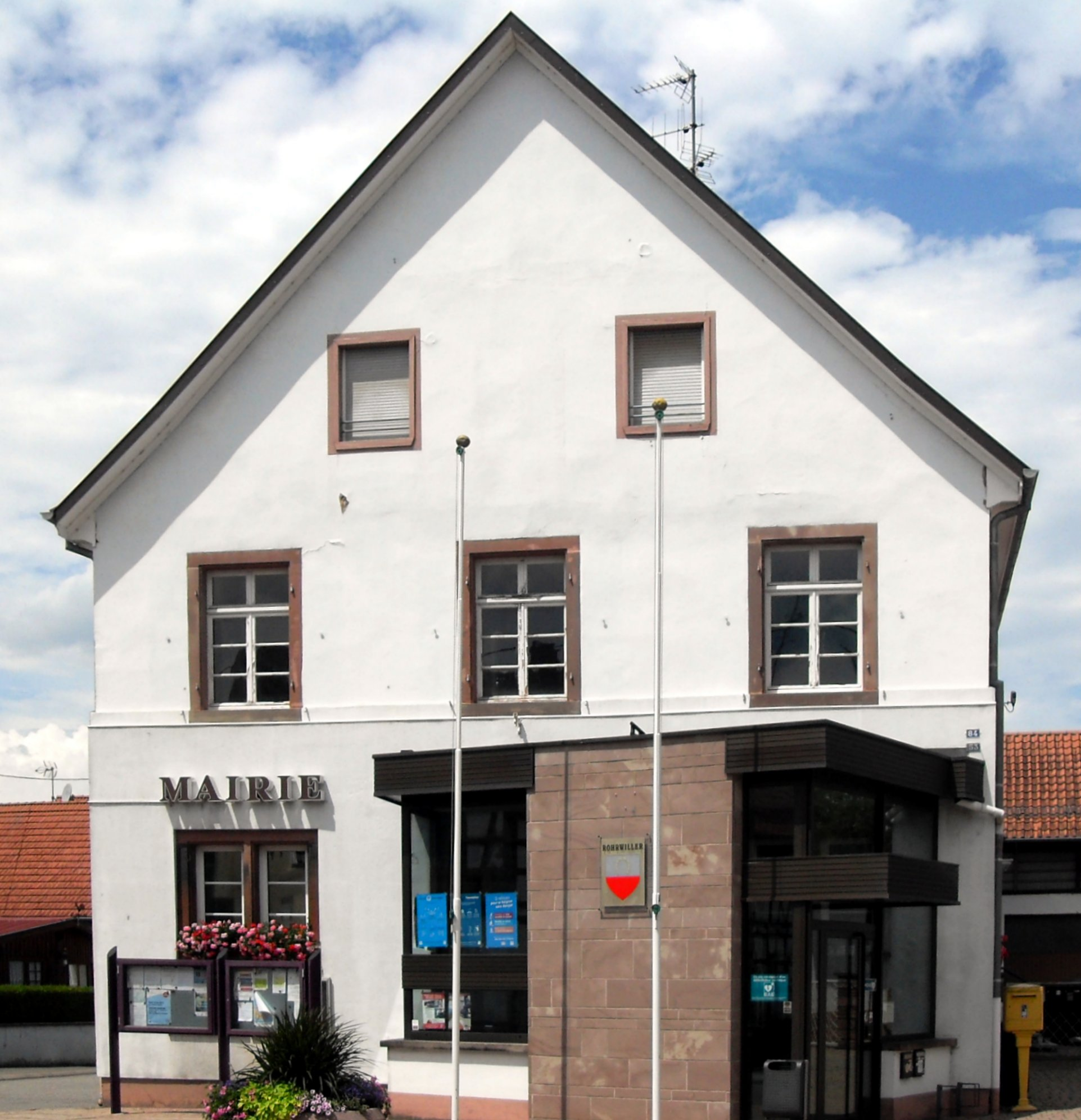
Здание мэрии